# Antinna a mari
La Antinna a mari o più comunemente 'Ntinna a mari, antenna a mare) è un gioco tradizionale, che si svolge dal 1783 a Cefalù, in Sicilia, dedicato al patrono della città, il S.S. Salvatore. Il gioco si svolge  il 6 agosto, nell'ultimo giorno della festa del Santissimo Salvatore della Trasfigurazione. È considerata la gara d'acqua più antica della Sicilia.

## Regole del gioco
Si tratta di una sorta di albero della cuccagna posto sul mare: un lungo tronco unto di sapone e sego viene sospeso quasi orizzontalmente sulle acque prospicienti il molo. Lo scopo della gara consiste nel cercare di raggiungere una bandierina posta all'estremità, appunto, della 'ntinna senza cadere in acqua. I partecipanti sono costretti ad innumerevoli tentativi (con conseguenti tuffi in acqua) prima di riuscire a raggiungere la bandiera.
Secondo la tradizione, possono partecipare soltanto i figli maschi dei pescatori.

## Oltre a Cefalù
Questo gioco si svolge anche in altre località marinare siciliane praticamente con le stesse modalità e sempre nel periodo estivo:
- Aspra: dopo molti anni di pausa, dal 2013, dall'11 al 15 settembre, in occasione delle celebrazioni per i festeggiamenti di Maria SS.Addolorata.
- Augusta: il giorno di Ferragosto nello scenario del golfo Xifonio.
- Castel di Tusa: per la ricorrenza dell'Ascensione; a differenza delle altre località, qui il palo viene legato alla prua di un peschereccio. Il sapone cosparso sul palo e il moto ondoso rende la prova più ardua.
- Finale di Pollina: nella seconda settimana di agosto, durante l’ultimo giorno di festeggiamenti della patrona, Madonna della Lettera, l'antenna viene posizionata sullo "Scoglio Grande", ed è seguita dagli spettatori dal mare e dalla terrazza davanti alla Torre.
- isola di Marettimo: nel periodo estivo.
- Isola di Salina: nei comuni di S.Marina e Leni (località Rinella) in agosto durante il festeggiamento del santo patrono.
- Porto Empedocle: nel mese di luglio, durante i festeggiamenti in onore della Madonna del Carmine.
- Porticello: nel mese di ottobre, durante i festeggiamenti in onore della madonna Maria S.S. del lume.
- San Vito Lo Capo: il 15 giugno, in occasione dei festeggiamenti del Santo patrono.
- Sant'Agata di Militello: la prima domenica di agosto, il giorno delle celebrazioni della festa di Maria Santissima del Mare sulle barche.
- Santo Stefano di Camastra: si svolgeva in passato.
- Sciacca: dal 27 al 29 giugno, in occasione della festa di San Pietro, protettore dei pescatori.
- Scoglitti: ad Agosto, in occasione della festa di Maria Santissima di Portosalvo.
- Sferracavallo: verso la fine di settembre, durante i festeggiamenti dei S.S. Cosma e Damiano, protettori dell'antica borgata marinara.
- Termini Imerese: dal 2023 è ripresa la tradizione il 1º settembre in occasione della festa della Madonna della Catena.[5]
- Terranova di Sicilia: avveniva l'8 settembre in occasione della festa di Santa Maria dell'Alemanna, il gioco era chiamato Paliu a 'ntinna o Paliu a mari .[6]
- Trappeto: tra il 13 e il 15 agosto, in occasione dei festeggiamenti della "Madonna Assunta".